# SKA Jekaterynburg
SKA Jekaterynburg (ros. Футбольный клуб СКА Екатеринбург, Futbolnyj Kłub SKA Jekatierinburg) – rosyjski klub piłkarski z siedzibą w Jekaterynburgu.

## Historia
Chronologia nazw:
- 1936—1941: DKA Swierdłowsk (ros. ДКА Свердловск)
- 1946: DO Swierdłowsk (ros. ДО Свердловск)
- 1947: ODO Swierdłowsk (ros. ОДО Свердловск)
- 1948—1953: DO Swierdłowsk (ros. ДО Свердловск)
- 1954—1956: ODO Swierdłowsk (ros. ОДО Свердловск)
- 1957: OSK Swierdłowsk (ros. ОСК Свердловск)
- 1957—1959: SKWO Swierdłowsk (ros. СКВО Свердловск)
- 1960—1991: SKA Swierdłowsk (ros. СКА Свердловск)
- 1991—...: SKA Jekaterynburg (ros. СКА Екатеринбург)

Założony został w 1936 roku i reprezentował Uralski Okręg Wojskowy. W 1946 debiutował w Drugiej Grupie, podgrupie wschodniej Mistrzostw ZSRR. W 1955 zajął pierwsze miejsce w 2 strefie i w 1956 awansował do radzieckiej Klasy A, nie zdołał jednak utrzymać się w najwyższej klasie. Przedostatnie 11 miejsce i spadek do Klasy B. Od 1960 występował w rozgrywkach lokalnych.

## Sukcesy
- 11 miejsce w Klasie A ZSRR:

1956
- 11 miejsce w Klasie B ZSRR:

1949, 1955, 1958, 1959
- 1/8 finału Pucharu ZSRR:

1950, 1952